# 倒神神倒
倒神 神倒（とうごう みと、1月5日 - ）は、日本のイラストレーター、ゲームクリエイター、元声優。マーダー工房代表。男性。東京都出身。
かつてMIKI名義でホーリーピークに所属していた。

## 概要
2003年以前から倒神神倒名義を使用しての同人活動
をしていたが、2003年12月27日に大宮ソニックシティで行われた BROCCOLI THE LIVE III
内の「熱風海陸ブシロード」オーディションにて、クレイル＝ホーリィ役に選ばれ声優デビュー。
2003年から2005年頃までMIKI名義で声優として活動をしていた。
2008年に同人サークル「MURDER工房」のサイトを開設。（のち2015年に「だあまあ工場」へと改名）
2009年に、ボーイズラブゲーム専門サークル「マーダー工房」
を立ち上げ、自身が企画・シナリオ・原画を担当する初の商業ボーイズラブゲーム「裸執事」を発表。
主題歌とともに自身が歌い踊るプロモーション動画が、ニコニコ動画にて話題になる。
2015年、2作目となるボーイズラブゲーム「患者Sの救済」を発表。

### 人物
- 好きなカラーはオレンジで、オレンジの髪が特徴的である。[5]
- マーダー工房代表であり唯一のメンバー、企画・原画・シナリオ・サイト・印刷物デザイン・その他もろもろを一人で制作している。[9]
- ゲーム制作の傍らフリーフォントのMODI工場でフォント配布、CLIPSTUDIOで素材を配布、販売している。

## 作品リスト

### ゲーム
- 裸執事（2011年9月16日）企画・シナリオ・原画
- 裸執事～やらしつじ＆やさしつじ～（2013年11月15日）企画・シナリオ・原画
- 裸執事ダブル・エディション（2014年8月29日）企画・シナリオ・原画
- HADAKA SHITSUJI -Naked Butlers-（2017年）企画・シナリオ・原画
- 患者Sの救済（2021年9月30日）企画・シナリオ・原画

### 漫画
2007年
- お天気娘。（スカイネットモバイル）
- らぶとれ～ボクと私とお姉様～（スカイネットモバイル）
- メイドinメイディッシュ（スカイネットモバイル）
- GO!GO!モバイ子さん　フルカラー４コマ（スカイネットモバイル2007-2010年）

2008年
- ギルティギア倶楽部　フルカラー４コマ（アークシステムワークス[10]）

2019年
- イワイマンガ（岩井勇気原作、2019年-）[11]

2020年
- ブリリアントホテルズ（ゆーやん原作、2020年-）[12]

### イラスト
2007年
- BLゲーム「夜狼」（原画・彩色、スカイネットモバイル）

2008年
- BLゲーム「僕の手かします！」（原画・彩色、スカイネットモバイル）
- もえＣＤプレス（サイト・チラシ）

2010年
- 天魔大戦 ドッチ？バトル（モンスター原画、セガ）
- ソード・ワールド2.0リプレイ from USA(1) 蛮族英雄─バルバロスヒーロー─ （地図イラスト、富士見書房）
- ソード・ワールド2.0リプレイ 新米女神の勇者たち(9)（地図イラスト、富士見書房）
- ソード・ワールド2.0リプレイ 新米女神の勇者たち(8)（地図イラスト、富士見書房）
- ソード・ワールド2.0リプレイ マージナル・ライダー(4)（地図イラスト、富士見書房）
- ソード・ワールド2.0リプレイ マージナル・ライダー(3)（地図イラスト、富士見書房）
- ソード・ワールド2.0リプレイ 拳と魔封の物語(3)（地図イラスト、富士見書房）
- 萌えろ★事件簿（携帯アプリ原画・彩色）
- 好きに気付くまで（表紙、まほろば文庫、ゆめみとわ著）

2011年
- ソード・ワールド2.0リプレイ from USA(4) 魔神跳梁─デーモンランブル─（地図イラスト、富士見書房）
- ソード・ワールド2.0リプレイ from USA(3) 竜魔争鳴─ラヴコンフリクト─（地図イラスト、富士見書房）
- ソード・ワールド2.0リプレイ from USA(2) 姫騎士襲撃─プリンセスナイト─ （地図イラスト、富士見書房）
- 『裸執事 アンソロジー』エンターブレイン、ISBN 978-4047274501。（表紙イラスト）

2012年
- ソード・ワールド2.0リプレイ from USA(7) 蒼天騒乱―ライオットスカイ―（地図イラスト、富士見書房）
- DJCD 裸執事de裸ジオ 1発目(ＣＤジャケットイラスト）
- DJCD 裸執事de裸ジオ 2発目(ＣＤジャケットイラスト）
- PCゲーム「裸執事」主題歌&EDマキシシングル 「裸執事/緋螺旋」(ＣＤジャケットイラスト）

2013年
- 裸執事　鬼魂島の夜～チン怪奇!?無人島に眠る鬼伝説～/ALE Miscellanea(ＣＤジャケットイラスト）
- 『裸執事～縛鎖～』幻冬舎コミックスリンクスロマンス、ISBN 978-4344829718。（表紙イラスト、水戸 泉 (著)）

2014年
- DJCD裸執事deやらジオ１脱ぎ目(ＣＤジャケットイラスト）
- DJCD裸執事deやらジオ 2脱ぎ目(ＣＤジャケットイラスト）
- ソード・ワールド2.0サプリメント カルゾラルの魔動天使（地図イラスト、富士見書房）

2015年
- 『壁ドン！ SONG♪』シリーズ5th「そのカレ、楠原星（クスハラ ジョー）」（キャラクターデザイン、イラスト）

2016年
- ラブなる！～恋愛信号～（GIRLSSIDEイラスト）
- 声歓SONG♪彼女-京都-／秋月美愛歌（キャラクターデザイン、イラスト）
- アニメ「学園ハンサム」エンドカード

2017年
- 一血卍傑-ONLINE-（ビンボウガミ）
- ハライチ岩井の空想アニメ「私立天淵高校準星会 STARRY NIGHT」（キャラクターデザイン、イラスト）

2018年
- ネット小説大賞、第7回01月応援イラスト（イラスト、クラウドゲート）
- 夜更かしさせない河村眞人（オールデザイン・イラスト、ダブリルムーン）
- 夜更かしさせない☆☆☆（オールデザイン・イラスト、ダブリルムーン）

### 画集・イラスト集
- 『裸執事 公式ビジュアルファンブック』エンターブレイン、2011年。ISBN 978-4047276574。 （イラスト集）

### イベント
- 裸執事 de CARNIVAL（財団法人全電通労働会館2012年11月23日）ゲスト出演[13]

## MIKI名義での声優活動

### テレビアニメ
- 巌窟王（2004年-2005年、テレビ朝日系）  ラウル・ド・シャトー・ルノー 役[14]

### OVA
- いつだってMyサンタ!（2005年、同僚A、海水浴客[15]）

### ゲーム
- CROSS WORLD 見知らぬ空のエターティア（2005年、オメガ）
- 裸執事（2011年、鷹栖芳雄）- 倒神神倒名義出演のアダルトゲーム
- 患者Sの救済（2021年、上杉）- 倒神神倒名義出演のアダルトゲーム

### ドラマCD
2004年
- 7SEEDS(2004年、守宮 ちまき)
- 熱風海陸ブシロード ラジオドラマCD Tales of Times Now Past～一期一会之章 上巻・下巻～(2004年 - 2005年、クレイル＝ホーリィ) - 2作品

### BLCD
- チェリーボーイ作戦～夜ごとのロマンティック～(2004年、竜崎薫役[16])

### 音楽CD
| 発売日        | 商品名                                           | 歌                                                         | 楽曲           | 備考                         |
| ------------- | ------------------------------------------------ | ---------------------------------------------------------- | -------------- | ---------------------------- |
| 2004年8月13日 | 熱風海陸ブシロード 登場人物歌唱集 其の壱「熱源」 | クレイル＝ホーリィ（MIKI）、ヴァン＝ホー＝キム（伊東隼人） | 「刹那の鼓動」 | 『熱風海陸ブシロード』関連曲 |

### イベント
- BROCCOLI THE LIVE IV in 横浜アリーナ
- 稲村優奈と木谷高明のサタデーナイト・メインイベント第2回新宿ロフトプラスワン(2004年3月6日)[17]
- 東京キャラクターショー2004 「ブロッコリー超サイン会」幕張メッセ 国際展示場ホール(2004年7月24日)[18]
- 「熱風海陸ブシロードCD発売記念イベント」ゲーマーズ本店(2004年12月19日)[19]
- 「熱風海陸ブシロードCDドラマ発売記念イベント」ゲーマーズ本店(2005年3月12日)[19]
- 「CROSS WORLD　「Over The Sky」　発売記念イベント」新宿FACE(2005年9月25日)[20]
- 「ブロッコリー秋まつりコンサート」新宿FACE(2005年10月30日)[21]